# Глогувский замок
Замок Глогувских князей (пол. Zamek Książąt Głogowskich, нем. Schloss Glogau) — бывшая резиденция правителей Глогувского княжества, в наше время — Археологическо-исторический музей, расположенный в Глогуве в Нижнесилезском воеводстве в Польше.

## История
В середине XIII века князь Конрад I построил на этом месте первый замок — деревянный, с отдельной каменной башней и деревянно-земляными укреплениями, окружёнными рвом.
В 1291 году замок сгорел во время большого пожара в Глогуве. Замок был отстроен уже как комплекс каменных оборонительных сооружений на рубеже XIII—XIV веков, уцелевшая башня продолжила стоять отдельно в юго-западном углу замка.
После того, как Глогув был поделён на королевскую и княжескую часть, замок перешёл к чешским королям, а от них — к цешинским князьям, которым принадлежал до 1480 года. В 1462 году в замке останавливался польский король Казимир Ягеллончик.
В 1498—1506 годах в замке проживал будущий польский король Сигизмунд I Старый, постепенно отстраивая замок от разрушений, нанесённых во время десятилетней войны с венгерским королём Матьяшем Корвином.
В 1574 году часть замковых построек обвалилась, а в 1615 году замок сгорел во время пожара. В 1652—1669 годах, во время перестройки в стиле барокко, осуществлённой Иоганном Бернгардом фон Герберштайном, замок приобрёл черты современной дворцовой резиденции.
После перехода Силезии под власть Пруссии, замок стал резиденцией королевских управляющих. Во время наполеоновских войн в замке останавливался Наполеон. В конце XIX века была осуществлена очередная перестройка замка для адаптации под королевский суд.
В 1945 году замок подвергся значительным разрушениям. 22 мая 1967 года было принято решение о восстановлении замка (сначала он должен быть преобразован в постоянную руину). Реконструкция началась в 1971 году. В 1976 году было построено новое южное крыло (напоминающее оборонительные стены и вмещающее одну большую выставочную залу) и отстроено, придерживаясь оригинального барочного стиля, восточное крыло замка, в котором находился клуб Головной технической организации, а в части комнат — Музей металлургии и литья. Остальные крылья отстроили к 1983 году, когда была завершена реконструкция замка. Южное крыло было построено от фундамента. Изменился также внешний вид замковой башни, хотя она почти полностью сохранилась в довоенном виде. На рубеже XX и XXI веков появилась возможность возврата башни её предыдущего вида, но не удалось получить на это согласия реставратора памятника.

## Современное состояние
В наше время в замке расположены Археологическо-исторический музей и Общество Глогувской земли. Рядом с замком расположен замковый амфитеатр, Памятник глогувским детям в честь памяти обороны Глогува в 1109 году и розовый Мост толерантности.

## Галерея

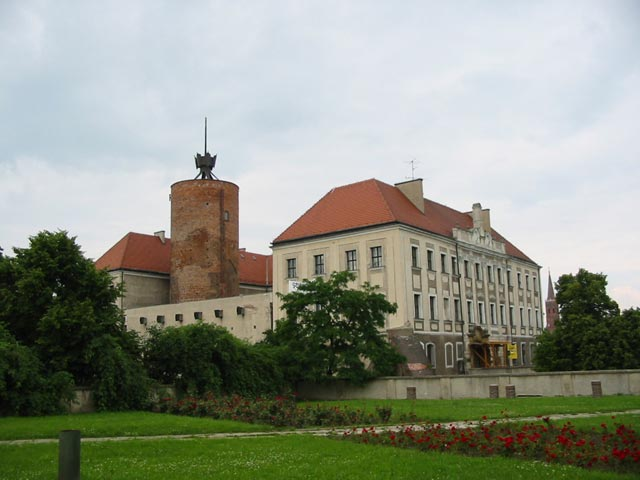
Панорама замка
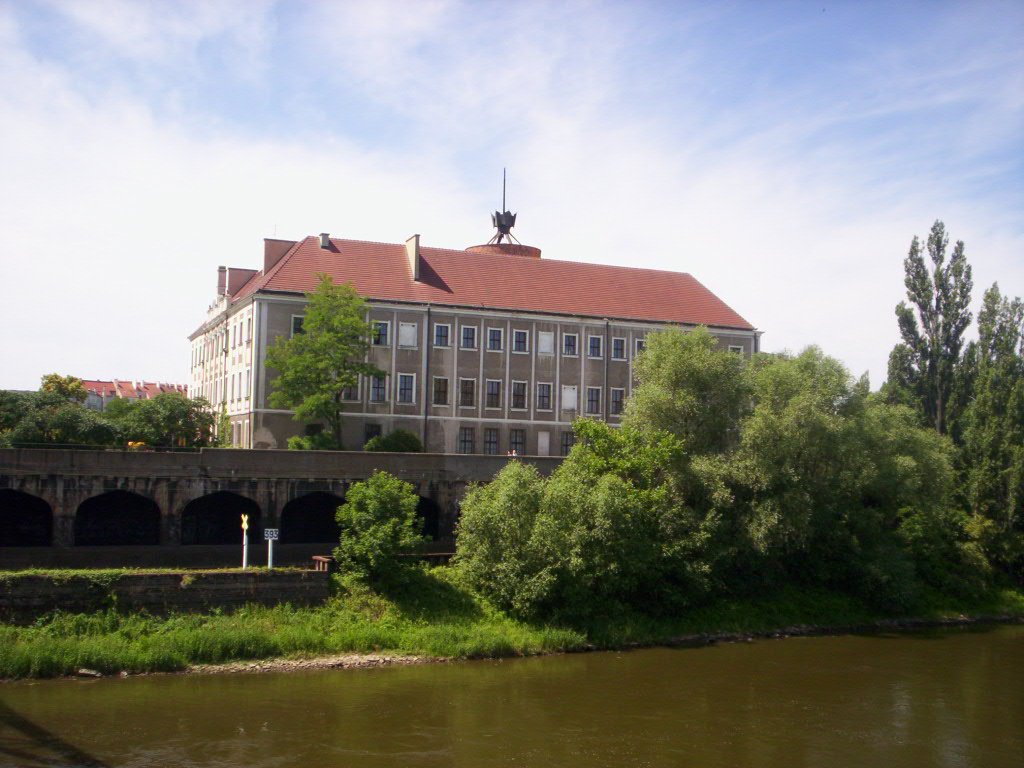
Вид замка с моста
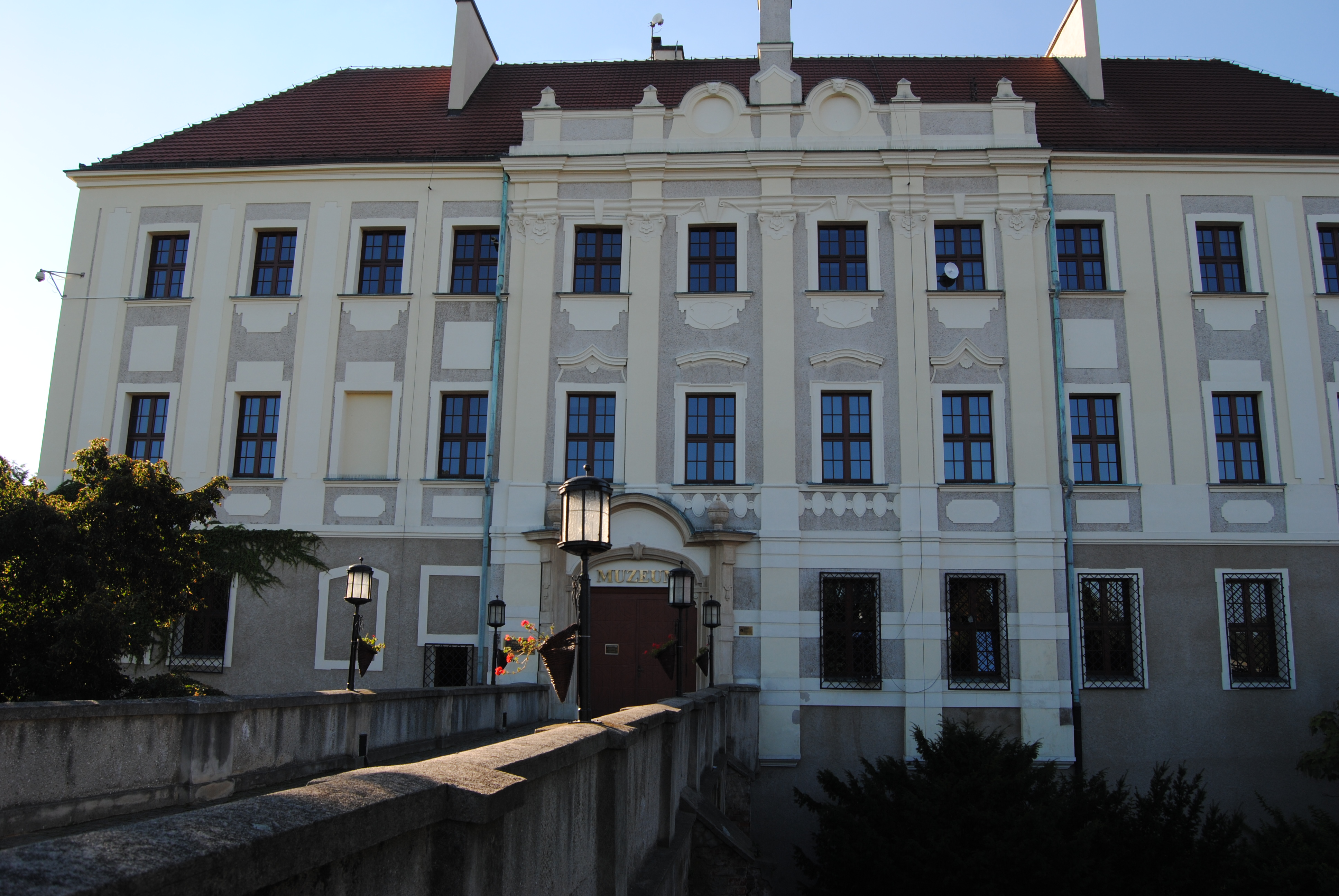
Вход в замок
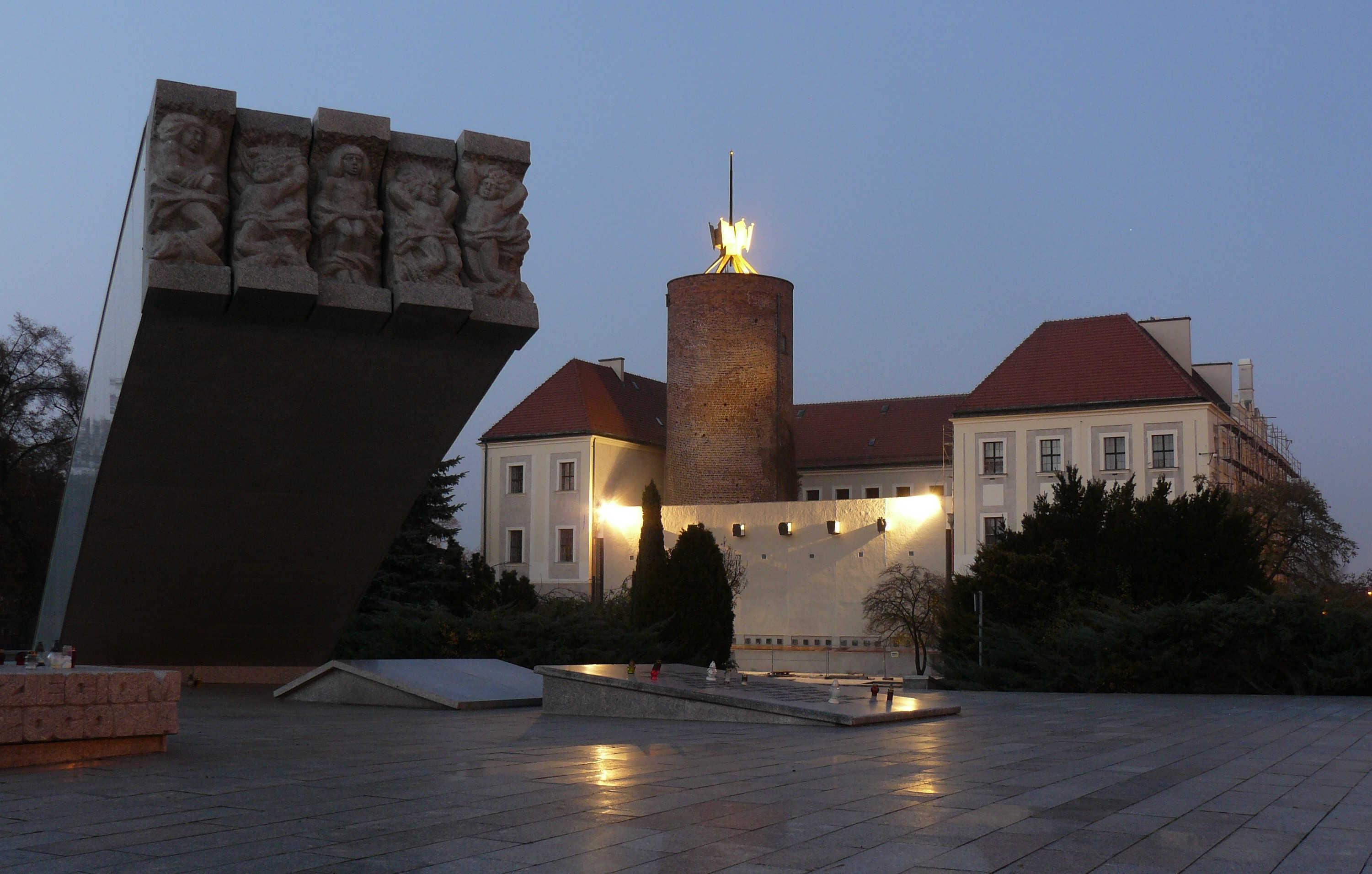
Замок и памятник глогувским детям